# Pseudotsuga macrocarpa
Pseudotsuga macrocarpa là một loài thực vật hạt trần trong họ Thông. Loài này được (Vasey) Mayr miêu tả khoa học đầu tiên năm 1889.